# Фирм, Владимир
Владимир Фирм (сербохорв. Владимир Фирм; 5 июня 1923, Загреб, Хорватия и Славония — 27 ноября 1996, Загреб) — югославский футболист, игравший на позиции нападающего, в частности, за клубы «Партизан», «Локомотива» и «Золотурн», а также национальную сборную Югославии.
Двукратный чемпион Югославии. Обладатель кубка Югославии.

## Клубная карьера
В футболе дебютировал в 1941 году выступлениями за команду ХЖШК, в которой провел два сезона.
Своей игрой привлек внимание представителей тренерского штаба клуба «Партизан», к составу которого присоединился в 1946 году. Играл за белградский клуб следующие три сезона своей игровой карьеры. За это время дважды завоевывал титул чемпиона Югославии и стал обладателем кубка Югославии.
В 1949 году вернулся в клуб «Локомотива». На этот раз провел в составе его команды шесть сезонов. В составе загребской «Локомотивы» был одним из главных бомбардиров команды, имея среднюю результативность на уровне 0,49 гола за игру первенства.
В течение 1956—1957 годов защищал цвета «Загреба».
С 1957 года два сезона играл в составе немецкого клуба «Франкфурт» (по другим источникам эти два сезона играл за немецкий клуб «Ной-Изенбург-03»).
Завершил профессиональную игровую карьеру в швейцарском клубе «Золотурн», за команду которого выступал в течение 1959—1962 годов.

## Выступления за сборную
В 1947 году дебютировал в официальных матчах в составе национальной сборной Югославии. Всего в составе национальной сборной провел 3 матча, последний из которых против сборной Франции провел в 1949 году.
В составе сборной был участником чемпионата мира 1950 года в Бразилии, футбольного турнира на Олимпийских играх 1952 года в Хельсинки, где вместе с командой завоевал «серебро», однако на поле не выходил ни в одном из турниров, находясь в заявке.
Умер 17 ноября 1996 года на 74-м году жизни.

## Титулы и достижения
- Чемпион Югославии (2):

«Партизан»: 1946—1947, 1948—1949
- Обладатель Кубка Югославии (1):

«Партизан»: 1947